# محمدجواد باهنر
محمدجواد باهنر (۱۳ شهریور ۱۳۱۲ – ۸ شهریور ۱۳۶۰) روحانی، اندیشمند و دومین نخست‌وزیر ایران پس از انقلاب ۱۳۵۷ و دومین دبیرکل حزب جمهوری اسلامی بود. او دارای فوق لیسانس علوم تربیتی و دکترای الهیات از دانشگاه تهران بود که پس از فارغ‌التحصیلی، به حرفه معلمی روی آورد و در دوران پهلوی به تدوین کتب درسی دینی و قرآن پرداخت. باهنر پیش از کسب سمت نخست‌وزیری، به عنوان سومین وزیر آموزش و پرورش ایران مشغول به کار بود. باهنر را می‌توان از نخستین تدوینگران و مؤلفان کتب مذهبی مدارس ایران قبل و بعد از انقلاب ۱۳۵۷ دانست وی از بنیانگذاران دانشگاه رضوی واقع در حرم علی بن موسی الرضا بوده است. باهنر در جریان انفجار در دفتر نخست‌وزیری جمهوری اسلامی ایران در هشتم شهریور ۱۳۶۰ توسط اعضای سازمان مجاهدین خلق ترور شد.

## زندگی
محمدجواد باهنر در ۱۳ شهریور ۱۳۱۲ در یکی از محله‌های قدیمی شهر کرمان به نام محله شهر که از محله‌های بسیار قدیمی و فقیرنشین شهر کرمان بود، به دنیا آمد. محمدجواد فرزند دوم خانواده و دارای نه خواهر و برادر بود. پدر او پیشه‌ور ساده‌ای بود که زندگی محقرانه‌ای داشت و به واسطه مغازه کوچکی که در سرگذر محله داشت امرار معاش می‌کرد. در سن پنج سالگی برای آموزش به مکتب خانه‌ای سپرده شد و نزد معلم مکتب‌خانه قرآن را فرا گرفت از حدود یازده سالگی با راهنمایی حجت‌الاسلام حقیقی، فرزند معلم مکتب خانه، به مدرسه معصومیه کرمان وارد شد و تعلیم دروس حوزوی را آغاز نمود. او همزمان با دروس حوزوی با شرکت در امتحانات متفرقه دروس خود را در دبیرستان نیز ادامه داد.

### عزیمت به قم
او در سال ۱۳۳۲ وارد حوزه علمیه قم شد در سال اول ورود به حوزه علمیه قم، در مدرسه فیضیه سکونت یافت و دروس کفایه و مکاسب را نزد اساتیدی چون سلطانی، مجاهدی و محمد جواد اصفهانی فرا گرفت و در همین سال بود که دیپلم کامل متوسطه را نیز اخذ کرد. در ادامه و تکمیل دروس دینی از سال ۱۳۳۳ به درس خارج علما حاضر شد و ضمن شرکت در درس خارج فقه سیدحسین بروجردی به درس خارج اصول سیدروح الله خمینی نیز حاضر می‌شد و مدت هفت سال یعنی تا اوائل سال ۴۱ از دروس خارج فقه و اصول وی بهره‌مند گردید. باهنر هم چنین به مدت شش سال در درس فلسفه (اسفار) سید محمد حسین طباطبائی شرکت نمود و در همان زمان طلبگی وارد دانشکده الهیات شد و کارشناسی الهیات خود را در سال ۱۳۳۷ به اتمام رسانید. وی به مدت کمتر از یک سال در شهر نجف تحصیل نمود ولی مجدداً به قم بازگشت.

## فعالیت‌های سیاسی

### فعالیت‌های قبل انقلاب
محمد جواد باهنر که در سال ۳۷ جهت انجام سفر تبلیغی به آبادان عزیمت کرده بود به مناسبت تقارن به رسمیت شناختن دولت اسرائیل توسط دولت ایران به صورت دو فاکتو حمله شدید و سختی به این مسئله نمود و پس از پایان سخنرانی توسط شهربانی دستگیر شد و این اولین برخورد او با رژیم پهلوی بود. در اسفند ماه ۱۳۴۲ پس از ایراد سخنرانی‌هایی در مساجد به مناسبت سالگرد حادثه فیضیه دستگیر شد و پس از آن شش بار به زندان‌های کوتاه مدت محکوم شد و از سال ۱۳۵۰ اجازهٔ سخنرانی نداشت. وی در کنار تدریس به تألیف کتب درسی پرداخت و حدود سی کتاب و جزوه تعلیمات دینی را برای تدریس از دوره ابتدایی تا دانشگاه تألیف کرد، همچنین همزمان فعالیت‌های اجتماعی خود را نیز ادامه داد و در تأسیس دفتر نشر فرهنگ اسلامی، کانون توحید و مدرسه رفاه نقش مؤثری داشت.

### فعالیت‌های بعد انقلاب
وی در سال ۱۳۵۷ به فرمان خمینی به عضویت شورای انقلاب درآمد و پس از پیروزی انقلاب هم با پذیرش مسؤلیت در نهضت سواد آموزی، نماینده مردم کرمان در مجلس خبرگان قانون اساسی، نماینده شورای انقلاب اسلامی در وزارت آموزش و پرورش، نماینده مردم تهران در مجلس شورای اسلامی با ۲٬۱۳۴٬۴۳۴ رأی (درصد آراء: ۶۴٫۸۰) به ایفای نقش پرداخت. او با حکم سید روح‌الله خمینی در سال۱۳۵۹ به عضویت ستاد انقلاب فرهنگی درآمد. وی سپس در کابینه محمد علی رجایی به سمت وزیر آموزش و پرورش منصوب شد. به دنبال برکناری بنی صدر از مقام ریاست جمهوری و انتخاب محمد علی رجایی به عنوان ریاست جمهوری، بنا به پیشنهاد رجایی، باهنر (که پس از کشته‌شدن بهشتی در یک بمب‌گذاری در دفتر حزب جمهوری اسلامی به سمت دبیرکلی آن حزب انتخاب شده بود) در سال ۱۳۶۰ به عنوان نخست‌وزیر به مجلس شورای اسلامی معرفی گردید و مجلس نیز به او و وزرای وی رأی اعتماد داد.

## ترور
باهنر همراه با محمدعلی رجایی و تعدادی از اعضای شورای عالی امنیت ملی در ۸ شهریور ۱۳۶۰ بر اثر انفجار بمب در دفتر نخست‌وزیری در تهران ترور شد. بمب زمانی منفجر شد که یکی از قربانیان کیف را باز کرد. این کیف توسط مسعود کشمیری، یکی از مقامات امنیتی نخست‌وزیری در جلسه حمل شد. یک هفته بعد، کشمیری به‌عنوان مسئول طراحی و اجرای این ترور اعلام شد. کشمیری به عنوان یکی از عوامل سازمان مجاهدین خلق ایران که توسط صدام حسین حمایت می‌شد، شناسایی شد. او چند روز قبل زمانی که رجایی کابینه خود را به خمینی معرفی کرد، همراه با او بود. احمد خمینی توضیح داد که کشمیری در کنار رجایی بود و به دیدار خمینی آمدند. او چمدانی در دست داشته اما نگذاشتند بیاورد.

### فرزندان
از محمدجواد باهنر چهار فرزند به جا مانده است، دو فرزند دختر و دو فرزند پسر. فرزند بزرگ او ناصر باهنر که هم عضو هیئت علمی دانشگاه امام صادق و هم مدیرعامل مجتمع فرهنگی رفاه است. پسر دوم او، در دانشگاه صنعتی شریف «هوا - فضا» خوانده و درحال‌حاضر در وزارت دفاع مشغول است. دو دختر دارد که یکی پزشک و دیگری هم دندان‌پزشک است.

## آثار
- دین‌شناسی تطبیقی (انتشارات شاهد)
- مواضع ما در ولایت و رهبری (انتشارات شاهد)
- گسترش نهضت حسینی (انتشارات شاهد)
- گذرگاه‌های الحاد (انتشارات شاهد)
- انسان و خودسازی (انتشارات شاهد)
- گفتارهای تربیتی (انتشارات شاهد)
- مباحث پیرامون فرهنگ انقلاب اسلامی (انتشارات شاهد)
- سیری در عقاید و اخلاق اسلامی (انتشارات شاهد)

## نمونه شعر
شعر «آتش عشق» در روزهای نخستین انقلاب از محمدجواد باهنر است:
شور عشقت به دل افتاد چنان مست شدم
که ز خود قطع نمودم، بتو پیوست شدم
آتش عشق تو در دل شرری زد که سحر
سوختم، خاک شدم، یکسره از دست شدم
نیست از من اثری هرچه بگردم چکنم؟
لیک در کوی تو چون نیست شدم هست شدم
سر نهادم به کفت پای بر افلاک زدم
مهر گشتم چو تو را ذره شدم، پست شدم
با تو بی پرده بگویم که گرفتار توأم
بی جهت نیست که آزاده و سر مست شدم

## نظرات

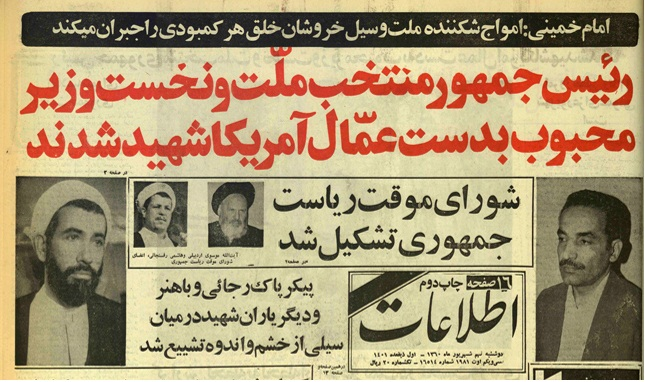
تیتراژ روزنامه اطلاعات در ۹ شهریور ۱۳۶۰

### انقلاب اسلامی
وی انقلاب اسلامی را بر اساس مدل نظری انقلاب و گفتمان سیاسی اسلام تحلیل کرده است. وی معتقد بود که انقلاب اسلامی با بعثت محمد و اصل هجرت وی پیوندی تنگاتنگ دارد. وی اعتقاد داشت که انقلاب به معنای سازندگی درونی است. به بیان دیگر وی تغییر و تحول درونی را شرط لازم برای انقلاب می‌دانست و تغییر در ساختارهای سیاسی و اقتصادی را شرط کافی می‌دانست.

### آزادی
وی آزادی انقلاب اسلامی را نمونه ای استثنایی می‌داند که به مخالفان هم داده شده و معتقد است چنین آزادی در هیچ‌یک از انقلاب‌های جهان سابقه ندارد. باهنر همچنین گفته است در هیچ‌یک انقلاب‌های دنیا نمونه ندارد که چهل روز بعد از انقلاب، از مردم بخواهند در رفراندوم نسبت به نظام خود رای دهند.

### جنگ ایران و عراق
باهنر جنگ ایران و عراق را از جمله توطئه‌های آمریکا علیه ایران می‌داند. وی معتقد بود آمریکایی‌ها برای جلوگیری از نفوذ انقلاب ایران به این نتیجه رسیدند که عراق زمینه مساعدتری برای حمله به ایران دارد چرا که با ایران اختلافات مرزی دارد. باهنر سرمایه ملت ایران در جنگ ایران و عراق را ایمان به خدا و عشق به شهادت می‌دانست.

## در سینما و تلویزیون
سریال تلویزیونی راز ناتمام با کارگردانی امین امانی، با موضوع زندگی و اقدامات باهنر تولید در تابستان ۱۴۰۱ از شبکه یک سیما پخش شد. این سریال دربارهٔ حزب جمهوری اسلامی و وقایع دهه شصت و فعالیت‌های سازمان مجاهدین خلق ایران را به نمایش می‌گذارد.